# Anatoli Stepanowitsch Jakuschewski
Anatoli Stepanowitsch Jakuschewski (russisch Анатолий Степанович Якушевский, wiss. Transliteration Anatolij Stepanovič Jakuševskij; geb. 1923) ist ein sowjetischer neuzeitlicher Historiker.
Er forschte zur westlichen Geschichtsschreibung über den Großen Vaterländischen Krieg der Sowjetunion. Sein vielleicht bekanntestes Buch ist Präparierte Wahrheiten: Wie die historische Rolle der Sowjetunion im 2. Weltkrieg verfälscht wird / Au mépris de la vérité : contre les falsifications du rǒle de l'Union Soviét. dans la seconde guerre mondiale, das 1981 in Kiew erschien (bei Politizdat Ukrainy).
In seinem Aufsatz Die innere Krise Deutschlands 1944-1945 (Внутренний кризис в Германии в 1944—1945 гг.), erschienen 1995 in Nowaja i noweischaja istorija (Neue und Neueste Geschichte), wird von ihm die Zahl der von Januar bis April 1945 allein in den Lagern Sachsenhausen, Bergen-Belsen, Mauthausen, Dachau und Buchenwald Umgebrachten auf „mehr als 130.000 Menschen“ beziffert.

## Publikationen
- Propagandistskaja rabota bol'ševikov sredi vojsk interventov v 1918-1920 gg. [Propagandaarbeit der Bolschewiki unter den Militärinterventionisten 1918-1920.] Izd. Nauka, Moskva und 1974
- Правде вопреки : Против фальсификации роли Сов. Союза во второй мировой войне / Au mépris de la vérité contre les falsifications du rôle de l'Union Soviét. dans la Seconde Guerre Mondiale = Präparierte Wahrheiten ; wie d. histor. Rolle d. Sowjetunion im 2. Weltkrieg verfälscht wird. Éditions Politiques, Ukraïniennes 'Politvidav Oukraïni', Kiev 1981 (Pravde vopreki, dt.)
- Zapadnaja istoriografija Velikoj Otečestvennoj vojny Sovetskogo Sojuza: ėtapy i osnovnye koncepcii (1941-1991) [Westliche Historiographie des Großen Vaterländischen Krieges der Sowjetunion: Etappen und Hauptkonzepte (1941-1991)]. Inst. Voennoj Istorii Ministerstva Oborony RF[7], Moskva 1997